# Королівська змія каліфорнійська
Королівська змія каліфорнійська (Lampropeltis californiae) — неотруйна змія з роду Королівська змія родини вужеві.

## Опис
Загальна довжина досягає 1,5 м. Голова дещо витягнута та стиснута з боків. Тулуб масивний. Типове забарвлення (варіації "звичайна" і "пустельна") складається з чорних та білих кільцевих смуг, які розташовані почергово. Вони також заходять на черево. У варіації "звичайна" смуги вузькі, у "пустельній" - широкі. На спині світлі смуги вужчі, але розширюються на боках. Голова темна, з білою плямою між очима. Нижня частина голови та кінчик морди блідіший, ніж верхня. Існують також інші кольорові варіації цієї змії: альбіноси, жовті, кофейні, чорно-жовті, нітіди, альбіноси з поперечною чорною смугою.

## Спосіб життя
Полюбляє напівпустелі, рідколісся, чагарникові зарості по долинах річок. Активна вночі. Харчується ящірками, гризунами та зміями.
Це яйцекладна змія. Самиця відкладає до 20 яєць.

## Розповсюдження
Мешкає від Орегон через Юту, Неваду та Каліфорнію до Аризони (США) й півострова Байя в Мексиці.